# Amy-Eloise Neale
Amy-Eloise Neale zwischenzeitlich Amy-Eloise Markovc (* 5. August 1995 in Stockport) ist eine britische Langstrecken- und Hindernisläuferin. 2021 wurde sie in Toruń Halleneuropameisterin über 3000 Meter.

## Sportliche Laufbahn
Erste internationale Erfahrungen sammelte Amy-Eloise Neale im Jahr 2011, als sie bei den Jugendweltmeisterschaften nahe Lille im 2000-Meter-Hindernislauf in 6:37,27 min den elften Platz belegte. Bei den Crosslauf-Weltmeisterschaften 2013 in Bydgoszcz lief sie nach 19:34 min auf dem 19. Platz in der U20-Wertung ein und gewann in der Mannschaftswertung die Bronzemedaille. Anschließend klassierte sie sich bei den Junioreneuropameisterschaften in Rieti in 10:19,32 min auf dem fünften Platz über 3000 m Hindernis. Im Jahr darauf wurde sie bei den Juniorenweltmeisterschaften in Eugene in 10:25,14 min Elfte und 2017 lief sie bei den Crosslauf-Europameisterschaften in Šamorín nach 20:59 min auf dem vierten Platz in der U23-Wertung ein und sicherte sich in der Teamwertung die Goldmedaille. 2021 wurde sie im 3000-Meter-Lauf für die Halleneuropameisterschaften in Toruń nominiert und siegte dort überraschend in 8:46,43 min. Über 5000 m qualifizierte sie sich zudem für die Olympischen Sommerspiele in Tokio, bei denen sie mit neuer Bestleistung von 15:03,22 min in der Vorrunde ausschied.
2022 gelangte sie bei den Hallenweltmeisterschaften in Belgrad mit 8:53,57 min auf Rang 15 über 3000 Meter. Im Juli verpasste sie bei den Weltmeisterschaften in Eugene mit 15:31,62 min den Finaleinzug über 5000 Meter und anschließend belegte sie bei den Commonwealth Games in Birmingham in 14:56,60 min den vierten Platz. Im August wurde sie bei den Europameisterschaften in München in 15:08,75 min Fünfte und im Dezember gelangte sie bei den Crosslauf-Europameisterschaften in Turin nach 28:20 min 26. im Einzelrennen. Im Jahr darauf schied sie bei den Weltmeisterschaften in Budapest mit 15:13,66 min im Vorlauf über 5000 Meter aus. 2024 wurde sie bei den Europameisterschaften in Rom in 15:33,45 min 19. über 5000 Meter.
2022 wurde Makovc britische Meisterin im 5000-Meter-Lauf sowie Hallenmeisterin über 3000 Meter.

## Persönliche Bestzeiten
- 3000 Meter: 8:40,32 min, 5. Juni 2022 in Rabat
  - 3000 Meter (Halle): 8:44,15 min, 6. Februar 2022 in New York City
- 2 Meilen: 9:21,98 min, 20. August 2021 in Eugene (britische Bestleistung)
  - 2 Meilen (Halle): 9:30,69 min, 13. Februar 2021 in New York City (britische Bestleistung)
- 5000 Meter: 14:56,60 min, 7. August 2022 in Birmingham
  - 5000 Meter (Halle): 15:32,72 min, 27. Februar 2020 in Boston
- 10.000 Meter: 31:17,81 min, 20. Mai 2023 in London
- 3000 m Hindernis: 10:13,74 min, 18. Juli 2013 in Rieti